# Leucospis dorsigera
De reuzenertswesp (Leucospis dorsigera) is een vliesvleugelig insect uit de familie Leucospidae. De wetenschappelijke naam is voor het eerst geldig gepubliceerd in 1775 door Fabricius.
De soort wordt sinds 2005 in Nederland aangetroffen, vooral in Zuid Limburg.